# 진 레이놀즈

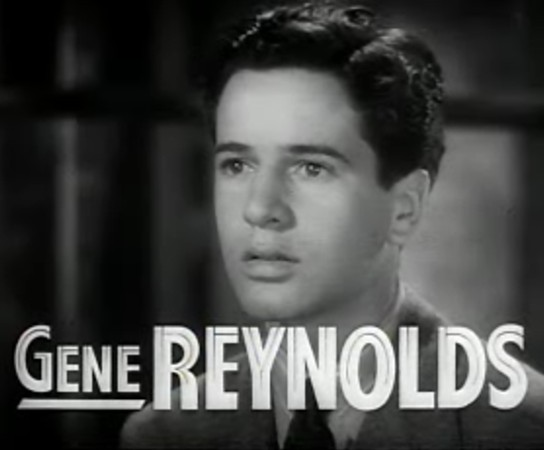

진 레이놀즈(Eugene Reynolds Blumenthal, 1923년 4월 4일 ~ 2020년 2월 3일)는 미국의 배우, 노동운동가, 각본가, 영화 제작자이다.
클리블랜드에서 태어났으며 버뱅크에서 사망하였다. 사인은 심부전이다.

## 출연 작품
- 약속된 땅 (1996년)
- 메모리즈 오브 M*A*S*H (1991, Memories of M*A*S*H) - 본인 역
- 어느 무기수의 고백 (1986년)
- 덕 패밀리 (1984년)
- 호간의 영웅들 (1965년)
- 몬스터 가족 (1964년)
- 피터 건 (1958년)
- 회상 속의 연인 (1954년) - 래리 역
- 원한의 도곡리 다리 (1954년)
- 앤디 하디의 개인비서 (1941년)
- 모탈 스톰 (1940년) - 루디 역
- 인간 에디슨 (1940년)
- 파랑새 (1940년)
- 오브 휴먼 하츠 (1938년)
- 소년의 거리 (1938년)
- 시카고 (1937년)

### 텔레비전
- 비버는 해결사 - TV 시리즈 (1960) - 연출
- 나의 세 아들 (1962-64) - 연출
- 도나 리드 쇼 (1964) - 연출
- 매시 (1972-80) - 제작, 연출, 각본
- 슈퍼맨 - 90년대 TV 시리즈 (1993) - 연출
- 천사의 손길 (1995-98) - 연출